# Subterrochus ferus
Subterrochus ferus är en skalbaggsart som först beskrevs av Park 1951.  Subterrochus ferus ingår i släktet Subterrochus och familjen kortvingar. Inga underarter finns listade i Catalogue of Life.